# Витхос, Алида
Алида Витхос (нидерл. Alida Withoos; 1661, Амерсфорт, Республика Соединённых провинций — 5 декабря 1730, Амстердам, Республика Соединённых провинций) — нидерландская художница, представительница «Золотого века» нидерландской живописи, мастер ботанической иллюстрации.

## Биография

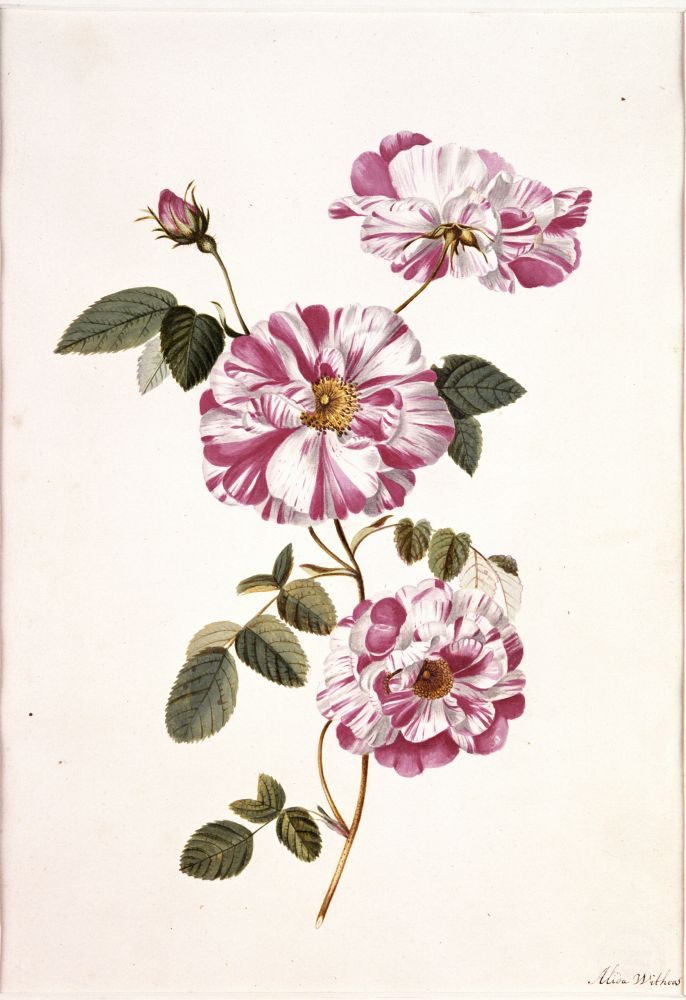
Галльская роза. (ок. 1700)

Алида родилась в Амерсфорте. Точная дата её рождения неизвестна. Во время вступления в брак она заявила о своём возрасте, что позволило приблизительно датировать рождение художницы 1661 годом. Она была четвёртым ребёнком в семье живописца Маттиаса Витхоса (1627—1703) и Венделины, урождённой ван Хорн (1618—1680). Отец обучил Алиду живописи, вместе с её братьями Йоханнесом, Питером, Франсом и сестрой Марией. Все они стали художниками, писавшими, главным образом, натюрморты и ботанические иллюстрации.
Когда в 1672 году в город Амерсфорт вошла французская армия, семья переехала в Хорн, на родину матери художницы. Они поселились в доме у дедушки и бабушки по материнской линии. 11 декабря 1680 года Алида приняла реформатство, став членом общины — предвестницы Нидерландской реформатской церкви. В то время публичное исповедание религиозных убеждений обычно совершалось в восемнадцатилетнем возрасте.
В Хорне она рисовала натюрморты с цветами, фруктами и насекомыми. Работы художницы отличались изысканным стилем и превосходным чувством цвета. Она также писала пейзажи.

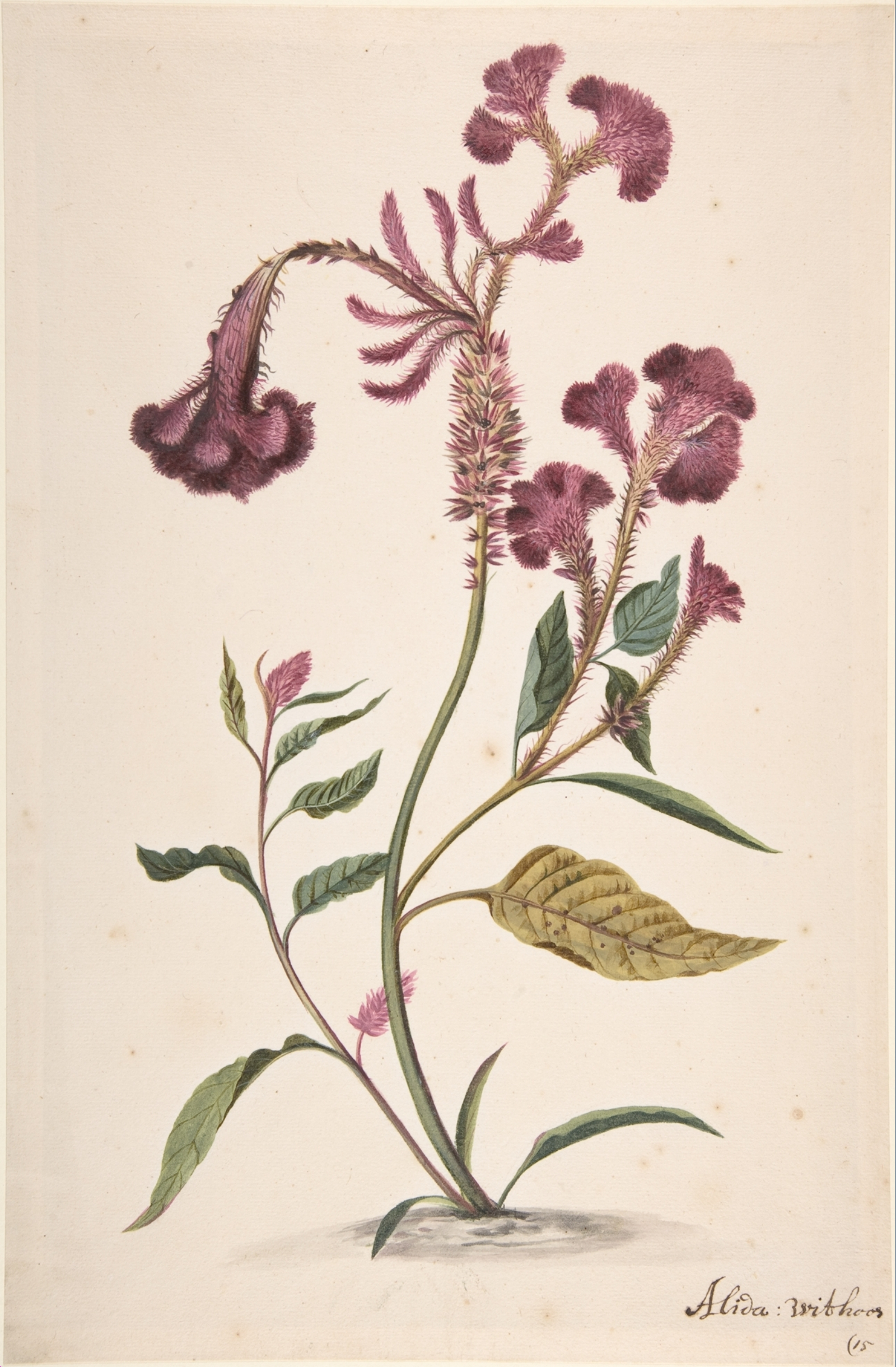
Целозия серебристая. (ок. 1700)

В 1680-х годах ей удалось наладить сотрудничество с группой известных художников и богатых коллекционеров растений. Таким образом, она получила возможность работать в качестве ботанического иллюстратора. Особенно много заказов ей поступало от Агнес Блок (1629—1704) и Ботанического сада в Амстердаме. В 1687 годы Алида нарисовала первые плоды ананаса, созревшие в Нидерландах, которые вырастила Агнес Блок в своей усадьбе Вейверхоф в Пюрмеренде, где также культивировались многие другие экзотические растения. Вместе с Анной Марией Сибиллой Мериан, по заказу всё той же Агнес Блок, она создала серию акварелей. В дальнейшем эти работы были утрачены.
В 1698 году Алида написала двенадцать или тринадцать акварелей для «Атласа Монинкса». Этот атлас содержал 425 акварелей с изображениями растений из Ботанического сада в Амстердаме. Большинство изображений в нём были сделаны художником Яном Монинксом. В проекте также принимали участие художницы Мария Монинкс и Йоханна Хелена Херольт. Акварели Алиды Витхос вошли во второй том издания. В библиотеке Вагенингенского университета хранится альбом с акварелями, приобретённый коллекционером Саймоном Схейнвутом, который включает семь работ художницы, вероятно, созданных ею для этого издания. Они дают хорошее представление о высоком уровне её мастерства.
23 декабря 1701 года в Амстердаме Алида сочеталась браком с художником Андрисом Корнелиссом ван Даленом (род. 1672), который был на десять лет моложе её. Брак оказался бездетным. Возможно, муж Алиды происходил из семьи ван Даленов, известных граверов и портретистов, трудившихся в Амстердаме. После замужества художница перестала рисовать. Существует предположение, что она трудилась в семейном магазине ван Даленов.
Алида умерла в районе Принсенграхт и была похоронена 5 декабря 1730 года в церкви Вестеркерк в Амстердаме. Точная дата смерти художницы неизвестна.